# 城北街道 (北京市)
城北街道是中国北京市昌平区下辖的一个街道，昌平区昌平镇（原县城）核心区域。区政府驻该街道六街社区，街道办事处位于二街社区。城北街道的范围北至京通铁路以北，西至110国道以西，东至东沙河，最南至白浮泉路。

## 行政区划

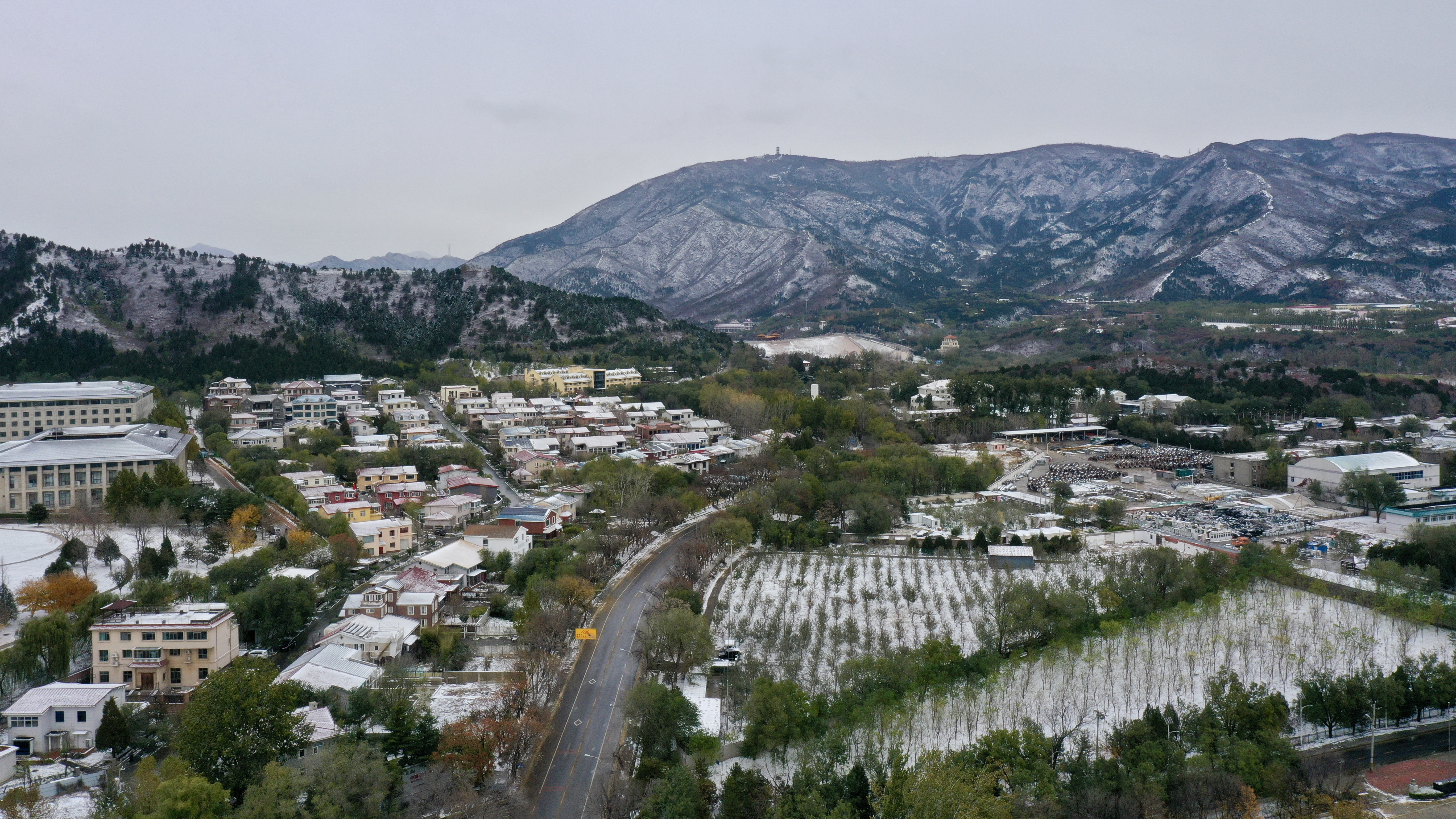
雪后的城北街道水库路附近区域，右侧背景为蟒山森林公园，中央偏上为十三陵水库大坝，左侧为观山悦别墅区及朝凤庵村部分区域、中石化会议中心（图左）

城北街道目前下辖以下村级单位：
一街社区、二街社区、三街社区、五街社区、六街社区、八街社区、西关社区、永安社区、东关社区、松园社区、朝凤社区、政法社区、水关社区、南环里社区、燕平路社区、亢山社区、东关北里社区、安福苑社区、北城根社区、建明里社区、玉虚观社区、史家坑社区、西环里社区、京科苑社区、东关南里社区、城角路社区、宁馨苑社区、国通家园社区、五城社区、灰厂路社区、富松社区、南关社区、创新园社区、昌园社区、亢山前路社区、北环社区、二街村、三街村、六街村、西关村和朝凤村

## 高校
- 中国石油大学（北京）
- 中国政法大学昌平校区
- 中国人民解放军国防大学防务学院

## 昌平区文物保护单位
城北街道没有市级及以上文物保护单位。
- 五街清真寺
- 一中关帝庙（昌平一中校内）
- 六街城隍庙（昌平邮政局院内）
- 文物石刻园（昌平公园西南角）
- 昌平烈士陵园（昌平南桥西侧）